# Monumento a Bento Gonçalves
O monumento a Bento Gonçalves é uma estátua equestre que retrata um dos líderes da Revolução Farroupilha, localizado na cidade de Porto Alegre, no estado do Rio Grande do Sul. Inaugurada em 1936 e de autoria de Antônio Caringi, a estátua permaneceu em local de destaque no Parque Farroupilha até 1941, quando foi transferida para a Praça Piratini.

## História
Em 1934, ano anterior ao Centenário da Revolução Farroupilha, foi realizado em Porto Alegre um concurso para escolha de uma escultura que devia ser instalada junto a Ponte da Azenha, palco do início do levante gaúcho, cuja representação devia ser a figura do general Bento Gonçalves. Sabendo disso, Antônio Caringi, que estudava na Academia de Belas-Artes de Munique, retorna ao Brasil para concorrer. Para executar a obra, Caringi expõe maquetes no Theatro São Pedro aos jornalistas. Vitorioso, o artista recolhe elementos do general farrapo e retorna à Alemanha, onde constrói o monumento. O transporte do monumento ocorre no ano seguinte, chegando ao país de navio.
No dia 15 de janeiro de 1936, diferentemente da ideia inicial, a obra é inaugurada e instalada no Parque Farroupilha, no último dia do evento festivo que comemorou o centenário da revolução gaúcha em Porto Alegre. Na solenidade, as autoridades que descerram o monumento foram os generais Flores da Cunha e Parga, convidados do então prefeito da cidade, Alberto Bins, que também contou com a presença do governador do estado, José Antônio Flores da Cunha.
No ano de 1941, a estatua equestre é transferida para a Praça Piratini, ponto que mais tarde, também foi construído o novo edifício do Colégio Júlio de Castilhos, inaugurado em 1958. No novo espaço, a escultura recebeu um pedestal mais alto, com a frase “Compatriotas! O nome da Pátria nunca soou em vão aos meus ouvidos!”, do manifesto de 25 de setembro de 1835, no qual o líder farroupilha exalta sobre as causas do movimento sulista.